# Almat Kebispayev
Almat Kebispayev (en kazajo: Алмат Кебіспаев; Urzhar, URSS, 12 de diciembre de 1987) es un deportista kazajo que compite en lucha grecorromana.
Ganó cinco medallas en el Campeonato Mundial de Lucha entre los años 2010 y 2021, y cinco medalla en el Campeonato Asiático de Lucha entre los años 2009 y 2021.
Participó en dos Juegos Olímpicos de Verano, ocupando el quinto lugar en Londres 2012 y el séptimo en Río de Janeiro 2016. En los Juegos Asiáticos obtuvo dos medallas, plata en 2018 y bronce en 2014.

## Palmarés internacional
| Campeonato Mundial  | Campeonato Mundial         | Campeonato Mundial | Campeonato Mundial |
| Año                 | Lugar                      | Medalla            | Categoría          |
| ------------------- | -------------------------- | ------------------ | ------------------ |
| 2010                | Moscú (Rusia)              | Medalla de bronce  | 60 kg              |
| 2011                | Estambul (Turquía)         | Medalla de plata   | 60 kg              |
| 2015                | Las Vegas (Estados Unidos) | Medalla de bronce  | 59 kg              |
| 2019                | Nursultán (Kazajistán)     | Medalla de bronce  | 63 kg              |
| 2021                | Oslo (Noruega)             | Medalla de bronce  | 67 kg              |
| Juegos Asiáticos    |                            |                    |                    |
| Año                 | Lugar                      | Medalla            | Categoría          |
| 2014                | Incheon (Corea del Sur)    | Medalla de bronce  | 59 kg              |
| 2018                | Yakarta (Indonesia)        | Medalla de plata   | 67 kg              |
| Campeonato Asiático |                            |                    |                    |
| Año                 | Lugar                      | Medalla            | Categoría          |
| 2009                | Pattaya (Tailandia)        | Medalla de plata   | 60 kg              |
| 2011                | Taskent (Uzbekistán)       | Medalla de oro     | 60 kg              |
| 2017                | Nueva Delhi (India)        | Medalla de plata   | 66 kg              |
| 2018                | Biskek (Kirguistán)        | Medalla de oro     | 67 kg              |
| 2021                | Almaty (Kazajistán)        | Medalla de plata   | 67 kg              |